# 四ヶ町商店街

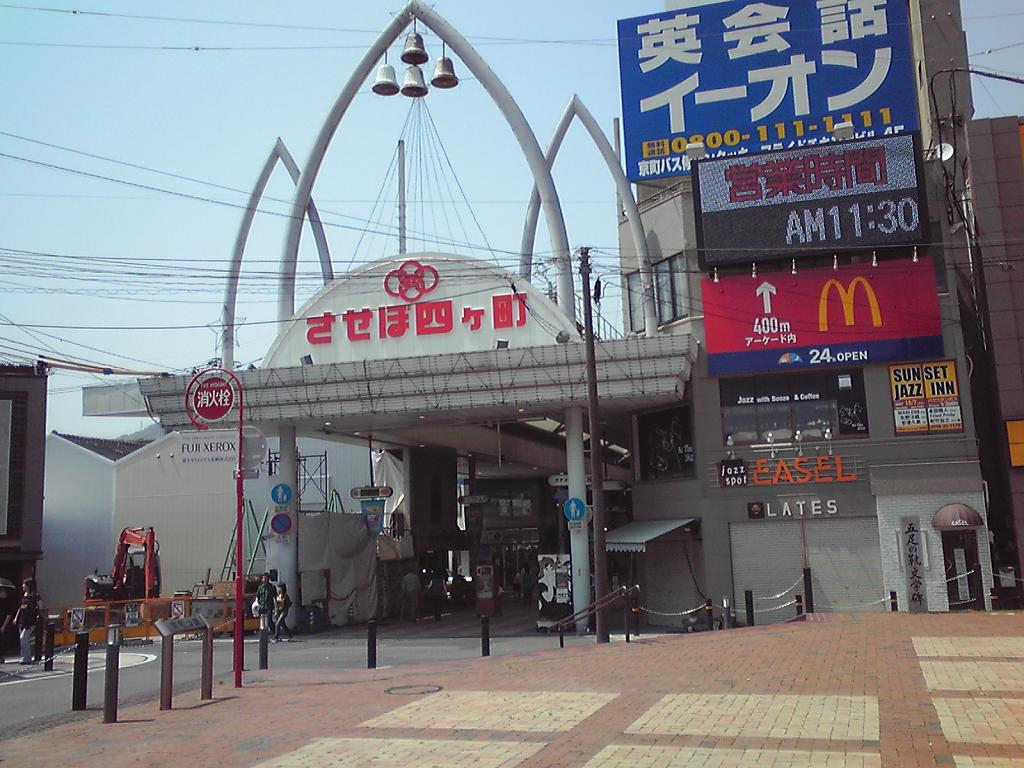
佐世保駅側の入口

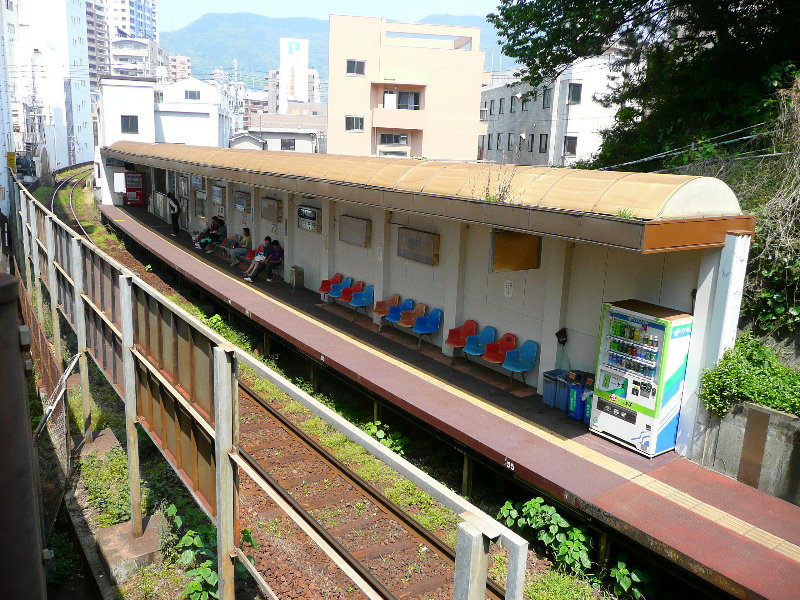
四ヶ町にある松浦鉄道西九州線 佐世保中央駅

四ヶ町商店街（よんかちょうしょうてんがい）は、長崎県佐世保市にある商店街。

## 概要
全長は516m、幅11mでアーケードが連続して繋がっている三ヶ町商店街の長さを含めると960mとなり、直線に繋がったアーケード街としては日本一の長さである。
「四ヶ町」という名前の由来は、商店街が上京町・下京町・本島町・島瀬町の4つの町で形成されていることから。

## 歴史
- 1953年（昭和28年） - 本島町・島瀬町にあったセントラル商店街と上京町の京栄会が共同で行った四ヶ町連合大売出しをきっかけに四ヶ町商店街が誕生。
- 1966年（昭和41年） - 四ヶ町アーケードが完成。
- 1990年（平成2年） - アーケードを全面改装。
- 1996年（平成8年） - きらきらフェスティバル開催。
- 1997年（平成9年） - 四ヶ町商店街、佐世保玉屋、三ヶ町商店街を「さるくシティ4○3」と命名。

## 代表的な店舗
佐世保駅方面から入口に入ると比較的昔から経営している店舗が立ち並び、本島町付近から島瀬町付近までファッションビル、書店、雑貨店、レストラン、ファストフード、カフェ、その他各種の専門店が並ぶ。1月2日の早朝に行われる初売りは約20万人の人出となる。
また、イオンが展開する電子マネーであるWAONに関しては、以前からサービス展開を行っているイオンやマクドナルドに加え、一部の店舗においてもWAONの決済サービスが開始されている。
テナントは60店舗以上あるが、ここでは代表的なテナントのみ掲載する。テナント名次の（）内は所在する町名、※印はアーケード街の外にある店舗である。詳細は四ヶ町アーケード公式ホームページを参照。
大規模店舗
- トゥインクル西沢（本島町）
  - 100円ショップのSeriaや家電量販店のベスト電器（ヤマダデンキが運営）が入居している。ベスト電器に関しては2021年（令和3年）11月までは下京町のアーケード内で営業していたが、同年12月に「トゥインクル西沢」内に移転する形で新規開業した。そのため、店名は以前の店名を残した長崎四ヶ町店である。
- 西沢本店・アルバ西沢（島瀬町）
  - 2階にイオンとDAISO、1階に倉敷珈琲店がそれぞれ入居している。詳細は後述。

コンビニエンスストア
- セブン-イレブン（上京町）

ドラッグストア・調剤薬局
- 力武薬局（下京町）
- マツモトキヨシ（本島町）
- 木村薬局（本島町）
- 日本調剤 佐世保中央薬局（島瀬町）

化粧品
- コスメティックハウス TERUYA（下京町）
- TAITOKU おしゃれの泰徳（本島町）

CD・スポーツ用品
- レコード&スポーツ川下本店（本島町）

貴金属（宝石・時計・メガネ）
- 正義堂（上京町）
- 永田宝石店（上京町）※
- 眼鏡市場（本島町）
  - 2025年8月に隣接する旧auショップ跡へ移転
- メガネのヨネザワ（本島町）
- 尚美堂（島瀬町）
- 金子真珠（島瀬町）

コンタクトレンズ
- シティコンタクト（上京町）
- フラワーコンタクト（島瀬町）

玩具・節句人形
- 人形のサン・チャイルド（上京町）
- おもちゃのあおき（本島町）

飲食店・カフェ・ベーカリー
- 目利きの銀次（下京町）
- 餃子の王将（下京町）
- 一休（下京町）※
- はなまるうどん（上京町）
- 大庄水産（上京町）
- シュー工房 岩石屋（上京町）
- SUMOMO BAKERY（上京町）
- サンマルクカフェ（本島町）
- 快活CLUB（本島町）
- マクドナルド（本島町）
- 吾妻鮨（本島町）※
- BigMan（島瀬町）
- スターバックス（島瀬町）

銘品
- 御菓子司 松月堂（上京町）
- 白十字パーラー ぽると総本舗（下京町）
- 文明堂総本店（島瀬町）
- 辛子明太子のおおくぼ（島瀬町）

理美容
- 髪音（カノン、下京町）
- プラージュ（本島町・島瀬町）
  - 本島町に美容プラージュ、島瀬町に理容プラージュがある。
- 美容プラーナ（本島町）

金融機関
- 十八親和銀行（下京町・島瀬町）
  - 下京町に店外ATMコーナーの佐世保支店 京町出張所（旧親和銀行店舗）、島瀬町にブランチインブランチ形態の佐世保本店営業部・佐世保中央支店（佐世保本店営業部は旧親和銀行店舗、佐世保中央支店は旧十八銀行店舗(旧十八銀行では佐世保支店だったが、旧親和銀行にも同名の支店があるため、合併と同時に支店名を変更)）がある。
- 佐賀銀行佐世保支店（上京町）

カラオケ
- ジャンカラ（上京町）

アミューズメント
- ケイズプラザ（上京町）

旅行
- JTB（本島町）

ホテル
- セントラルホテル（上京町）※

その他
- くっけん広場（下京町）
- 宝くじ販売（上京町）
- 献血ルーム西海（上京町）
- FMさせぼ（はっぴぃ!FM、本島町）
  - 同フロア内に商店街協同組合の事務局もある
- ほけんの110番（島瀬町）

## 現状
佐世保市と同規模の他都市の商店街と比べ、当商店街が賑わいを見せている要因としては、国道35号に平行して市役所と佐世保駅約2kmの間を貫くように市街地が形成されているという、平地の少ない佐世保独特の地形からいえる。商店街の近くに主要施設が一通り揃っているため、用事を終えた後の買い物がしやすく、市民にとって利用しやすいことが要因とされる。さらにここ数年、佐世保市中心部にマンション建設が急激に増え、市街地の人口が増加しているということも挙げられる。しかし、これらにより通行量は増加しているものの、旧態依然とした商売を続ける老舗店舗の閉店や売り上げ減少、福岡市や郊外のショッピングセンターへの流出が問題となっており、特に福岡市への消費者流出は九州6都市（長崎市、佐世保市、熊本市、大分市、宮崎市、鹿児島市）の中でも佐世保市がトップであり、魅力ある店舗作り、テナントの充実など早急の対策が望まれている。
そういった経緯もあってか、佐世保市相浦町にイオン九州の九州最大規模の郊外型大型商業施設の出店計画が持ち上がった際は反対し、署名活動も行っていた。その結果、当時の光武顕市長は、イオンに対して出店予定地の商業利用を認めないことを発表していた。計画地についてはその後、相浦地区コミュニティセンターと佐世保市役所相浦支所が一体となった複合施設「あいあいプラザ」と公園として整備され、2018年（平成30年）5月7日に開所している。
なお、イオン九州はその後、白岳町の佐世保重工業の鉄構工場跡を2012年（平成24年）春に用地取得し、中型のショッピングセンターとして、同年11月30日にイオン佐世保白岳ショッピングセンターを開業。一方で、長年アーケード内で営業していたイオン佐世保ショッピングセンターは「ジャスコ佐世保店」として開業してから47年以上が経ち、建物や施設の老朽化に伴って2022年（令和4年）2月28日をもって閉店した。閉店に際しては利用客からの要望や意見が寄せられたことに加え、向かい側に立つアルバ西沢を運営する西沢本店から「四ヶ町商店街からイオンの灯を消さないように」との申し出があったことから、閉店直前の同年2月24日にイオン九州がアルバ西沢の2階に出店することを発表。準備の関係で約2ヶ月間のブランクが発生したものの、同年4月29日に衣料品（婦人紳士カジュアル衣料、スポーツウェア、肌着・靴下・ナイトウェア）、ペットフード（ペット用品を含む）、日用消耗品（ボディソープ・石鹸・ハンドソープ・ヘアケア用品・ヘルスケア用品を含む）に特化した小型店舗のイオン佐世保四ヶ町店として新たにオープンしたことで、2025年（令和7年）春目途を予定している再出店までの間も地元企業のサポートにより「イオン」の営業が続くこととなった。また、イオン佐世保ショッピングセンター内で営業していたほけんの110番と日本調剤 佐世保中央薬局はアーケード内で空き店舗となっていた島瀬町内のそれぞれ場所へ移転され、同年3月に路面店として順次再開業。同じくイオン佐世保ショッピングセンターに出店していたDAISOは閉店から約1年半のブランクを経て、イオンと同じアルバ西沢の2階フロアに出店し、DAISO佐世保アルバ西沢店として2023年8月5日に再開業した。

## アクセス
鉄道
- JR佐世保線 佐世保駅から徒歩で約5分。
- 松浦鉄道西九州線 佐世保中央駅下車、駅を出て徒歩ですぐ。連絡通路の方へ行くと佐世保共済病院に直結している。

路線バス
- 佐世保駅前から西肥バス（させぼバスも含む）「京町」バス停または「島瀬町」バス停下車。「京町」バス停からは、京町通りと直結している。